# Cavillargues
Cavillargues – miejscowość i gmina we Francji, w regionie Oksytania, w departamencie Gard.
Według danych na rok 1990 gminę zamieszkiwało 601 osób, a gęstość zaludnienia wynosiła 53 osoby/km² (wśród 1545 gmin Langwedocji-Roussillon Cavillargues plasuje się na 470. miejscu pod względem liczby ludności, natomiast pod względem powierzchni na miejscu 683.).